# Rivière de nuit
Pour plus de détails, voir Fiche technique et Distribution.
Rivière de nuit (夜の河, Yoru no kawa) est un film japonais réalisé par Kōzaburō Yoshimura et sorti en 1956. C'est le premier film en couleur du réalisateur.

## Synopsis
Kiwa Funaki est une jeune femme indépendante et moderne qui travaille dans la teinturerie familiale de Kyoto, elle y conçoit des accessoires de mode et des tissus pour kimono qu'elle commercialise. À bientôt 30 ans, son entourage rêve de la voir se marier. Alors qu'elle repousse à la fois l'admiration du jeune peintre Gora Okamoto et les avances intrusives de son partenaire commercial Omiya, elle finit par tomber amoureuse  de Takemura, rencontré lors d'une visite à Nara, un scientifique qui mène des recherches sur la mouche Shojobae à l'université d'Osaka. Après avoir entamé une liaison avec lui, Kiwa apprend que la femme de Takemura est atteinte de tuberculose en phase terminale. Lorsque celle-ci meurt, Takemura lui propose de l'épouser, mais Kiwa, lui reprochant son égoïsme, choisit son indépendance plutôt que la perspective de devenir sa femme.

## Fiche technique
- Titre : Rivière de nuit[1]
- Titre original : 夜の河 (Yoru no kawa?)
- Réalisation : Kōzaburō Yoshimura
- Assistant réalisateur : Tokuzō Tanaka
- Scénario : Sumie Tanaka, d'après un roman de Hisao Sawano (ja)
- Photographie : Kazuo Miyagawa
- Musique : Sei Ikeno
- Décors : Akira Naitō (ja)
- Montage : Shigeo Nishida
- Son : Yukio Kaihara (ja)
- Production : Masaichi Nagata
- Société de production : Daiei
- Société de distribution : Carlotta Films
- Pays de production :  Japon
- Langue originale : japonais
- Format : couleur - 1,37:1 - 35 mm - son mono (Westrex Recording System)
- Genre : drame, mélodrame
- Durée : 104 minutes[2]
- Dates de sortie :
  - Japon : 12 septembre 1956[2]
  - France : 6 mars 2024

## Distribution
- Fujiko Yamamoto : Kiwa Funaki
- Toshiko Hasegawa (ja) (créditée sous le nom de Michiko Ono) : Miyo, la sœur de Kiwa
- Shunji Natsume (ja) : Seikichi, le mari de Miyo
- Eijirō Tōno : Yūjirō Funaki, le père de Kiwa et Miyo
- Kimiko Tachibana (ja) : Mitsu, la belle-mère de Kiwa
- Ken Uehara : Yukio Takemura
- Kazuko Ichikawa (ja) : Atsuko, la fille de Takemura
- Eitarō Ozawa : Omiya
- Mineko Yorozuyo (ja) : Yasushi, la femme d'Omiya
- Michiko Ai (ja) : Setsuko, l'amie de Kiwa
- Keizō Kawasaki (ja) : Gora Okamoto, le peintre
- Yōichi Funaki : Hayasaka, assistant de Takemura à l'Université d'Osaka
- Hikaru Hoshi (ja) : Sakuraya
- Kyū Sazanka (ja) : Shinoda

## Autour du film
Depuis Courant chaud (1939), le premier film qui l'a fait connaître, Kōzaburō Yoshimura n'a pas son pareil pour tracer le portrait de femmes distinguées, élégantes et raisonnables, qui s'adaptent intelligemment aux changements de la société, une maîtrise qu'il porte à la perfection dans Rivière de nuit avec Fujiko Yamamoto. Son personnage dans le film aspire à la liberté dans un Kyoto très traditionnel et veut devenir une « nouvelle femme ». Bien qu'elle réussisse au point de s'identifier à l'ouvrier qui défile pour la fête du premier mai, elle est tiraillée entre les idées sociales modernes et les traditions féodales de son propre milieu. Ken Uehara lui interprète un homme d'âge mûr qui tombe amoureux d'une jeune femme comme pour garder le romantisme de la jeunesse, mais qui finit par être délaissé.
Rivière de nuit est le premier film en couleur de Kōzaburō Yoshimura.

## Distinctions
- 1957 : prix Mainichi du meilleur second rôle pour Eijirō Tōno (conjointement pour ses interprétations dans Aya ni ai shiki et Nuages au crépuscule) et du meilleur son pour Yukio Kaihara (ja)[7]